# Кокс, Тайкуан
Тайкуан Кокс (англ. Tiequon Cox; 1 декабря 1965, Лос-Анджелес, Калифорния)  — американский гангстер, член уличной банды «Rollin 60’s Neighborhood Crips», совершивший массовое убийство четверых членов семьи известного игрока в американский футбол Кермита Александера на территории Южного Лос-Анджелеса 31 августа 1984 года. В 1986 году Кокс был признан виновным и был приговорен к смертной казни. Также он известен нападением на одного из основателей банды Crips, Стэнли «Туки» Уильямса, которое он совершил в 1988 году в камере смертников тюрьмы Сан-Квентин, в результате которого Уильямс получил ранение заточкой в область шеи.

## Биография
Тайкуан Кокс родился 1 декабря 1965 года в Лос-Анджелесе, штат Калифорния. Был старшим ребенком в семье из трех детей. В раннем детстве его отец бросил семью, после чего его мать стала увлекаться алкогольными напитками и наркотическими средствами, а также была замечена в занятии проституцией. Вследствие маргинального образа жизни матери воспитанием Кокса занималась его прабабушка. Тайкуан Кокс посещал школу «Horace mann junior high school». В школьные годы он играл в американский футбол и занимался легкой атлетикой. Из-за криминогенной ситуации в округе, Кокс в школьные годы стал подвергаться агрессии со стороны других учеников, по причине чего с целью научиться самообороне, в конце 1970-х стал много времени проводить на улице - в обществе членов различных группировок уличной банды Crips, которые как  как социально-педагогическая среда существенно повлияли на формирование его личности. Из-за социального конфликта с прабабушкой Кокс в начале 1980 года ушел из ее дома и переехал к бабушке, после чего незадолго до окончания 9-го класса бросил школу и вступил в ряды одной из группировок банды «Crips» под названием «Rollin 60’s Neighborhood Crips» и начал вести криминальный образ жизни.
7 апреля 1981 года Кокс совместно с сообщником на одной из улиц избил и ограбил 13-летнего Джеймса Лава и 14-летнего Джеральда Пенни. В тот же день, Кокс совершил нападение на 12-летнего Престона Тейлора, в ходе которого также ограбил его и избил черенком от швабры. Через месяц, Кокс явился в начальную школу «Hyde Park Elementary School», где под угрозой оружия совершил угон автомобиля у матери одного из учеников школы. В течение последующей 30-минутной полицейской погони он отказывался  выполнять требования сотрудников правоохранительных органов, после чего врезался в столб и был арестован. Во время ареста у него был обнаружен пистолет 32-го калибра. В июле того же года он был осужден и получил в качестве наказания 33 месяца лишения свободы, которые отбывал в учреждении для малолетних преступников. В начале 1984 года Тайкуан Кокс вышел на свободу, получив условно-досрочное освобождение.

## Массовое убийство 31 августа 1984 года
Рано утром 31 августа 1984 года, Тайкуан Кокс при содействии 24-летнего Даррена Чарльза Уильямса и 18-летнего Хораса Эдвина Бернса, явился в дом 58-летней Эборы Александер, матери Кермита Александера, где в течение нескольких минут застрелил ее, ее дочь  - 24-летнюю Диетру, и двух ее внуков 13-летнего Дэймэни Александера и 8-летнего Дэймона Боннера. 14-летний Нил Александер, младший брат Кермита, находившийся в доме во время убийства - вступил в противоборство с Коксом, благодаря чему Кокс оставил отпечаток своей ладони на комоде в одной из комнат. В результате противоборства Нилу Александеру удалось сбежать из дома, после чего преступники покинули место преступления. Еще один член семьи Александер - Айвен Скотт сумел скрыться в шкафу во время убийств, благодаря чему остался жив и впоследствии дал полиции описание внешности преступников.
6 сентября того же года автомобиль Тайкуана Кокса был остановлен на одной из улиц Южного Лос-Анджелеса и подвергся осмотру в ходе стандартной  проверки документов. При обыске было найдено оружие, вследствие чего он был арестован по обвинению в незаконном хранении оружия и доставлен в окружную тюрьму. 27 сентября по обвинению в наркоторговле был арестован еще один член банды «Rollin 60's Neighborhood Crips» 17-летний Джеймс Кеннеди. После ареста Кеннеди указал местонахождение полуавтоматического карабина 30-го калибра, который ему 31 августа передал Тайкуан Кокс после совершения убийств, что было впоследствии подтверждено на основании результатов баллистической экспертизы следов нарезов на гильзах, найденных на месте преступления и следов  полей нарезов канала ствола найденного оружия. В ходе дактилоскопической экспертизы было установлено что отпечатки пальцев на оружии и в доме где были убиты жертвы - принадлежат Коксу.
В октябре 1984 года Тайкуан Кокс был идентифицирован в качестве стрелка выжившими членами семьи Кермита Александера и двумя соседями жертв, вследствие чего в начале ноября 1984 года ему было предъявлено обвинение в совершении 4 убийств. Преступники не соблюдали политику конфиденциальности, благодаря чему о совершении убийств вскоре были проинформированы уличные осведомители. На основании их данных, 5 ноября был арестован Хорас Бернс. В этот период в полицию обратились Лиза Браун и Айда Мур, которые заявили что совместно с Хорасом Бернсом находились внутри фургона, принадлежащего Айде Мур, который преступники использовали во время совершения преступления. На основании показаний девушек, Даррен Уильямс был объявлен в розыск. В ходе расследования было установлено что в конце августа Уильямс получил материальное вознаграждение в сумме 50 000 долларов  за ликвидацию одного из членов конкурирующей банды в ходе эскалации конфликта между уличными бандами за передел сфер влияния в наркоторговле, но Уильямс, Кокс и Бернс перепутали адрес дома и в результате ошибки застрелили членов семьи Кермита Александера, которые не имели никакого отношения к криминальному миру Лос-Анджелеса. Об этом представителям СМИ заявил шеф полиции Лос-Анджелеса Дэрил Гейтс

## Суд
Судебный процесс над Тайкуоном Коксом открылся 11 июня 1985 года. Свою вину он не признал. Адвокаты Кокса пытались доказать что непосредственным исполнителем убийств был Даррен Уильямс, но на основании улик и свидетельских показаний Айды Мур, Лизы Браун, Хораса Бернса, выживших членов семьи Кермита Александера и других свидетелей преступления, вина  Кокса была доказана, вследствие чего 19 февраля 1986 года вердиктом жюри присяжных заседателей он был признан виновным в совершении четырех убийств. Во время оглашения вердикта Кокс сохранял спокойствие, но после окончания судебного заседания попытался совершить погром в помещении, который был предотвращен усилиями сотрудников охраны. На основании вердикта, 30 апреля 1986 года Кокс был приговорен к смертной казни. 
Хорас Эдвин Бернс заключил с прокуратурой соглашение о признании вины. В обмен за отмену смертного приговора в отношении самого  себя он дал показания против Кокса и Уильямса, но настаивал на том, что стал невольным соучастником преступления из-за неосведомленности и угроз со стороны Уильямса. Соучастие Бернса в преступлении  явилось предметом рассмотрения тяжести его вины в ходе судебного процесса. Несмотря на то, что он не принимал непосредственного участия в убийствах и его показания были подтверждены свидетелями Айдой Мур и Лизой Браун, в мае 1985 года он был признан виновным в совершении четырех убийств и получил в качестве наказания пожизненное лишение свободы без права на условно-досрочное освобождение.
Последний соучастник Кокса, Даррен Чарльз Уильямс, был арестован в марте 1985 года. В июле 1987 года он также был признан виновным в расстреле членов семьи Александер и также был приговорен к смертной казни.

## В заключении
Все последующие годы жизни Тайкуан Кокс провел в камере смертников тюрьмы Сан-Квентин. В октябре 1988 года во время прогулки он совершил нападение на одного из лидеров и  основателей банды «Crips», Стэнли «Туки» Уильямса, нанеся ему удар заточкой в область шеи. В результате расследования было установлено, что инцидент стал следствием борьбы за власть над осужденными за насильственные преступления, после того как Уильямс отдал приказ Коксу совершить нападение на Даррена Уильямса, которого Стэнли Уильямс обвинял в тайном сотрудничестве с руководством тюрьмы и сотрудниками охраны учреждения. После инцидента Уильямс и Кокс были признаны элементами, представляющими социальную опасность. Они были изолированы от основной массы осужденных к смертной казни и были помещены в блок под названием «Adjusment Center», в котором действовали исключительные меры содержания, такие как одиночное заключение и ограничение в передвижениях по территории тюрьмы. В одиночном заключении Кокс и Уильямс провели несколько последующих лет. 
18 июля 2000 года Кокс был обвинен в попытке создания бунта, после того как ряд заключенных распутали проволочное заграждение в прогулочном дворе и получили доступ к соседнему блоку. Кокс совместно с двумя другими заключенными проникли через брешь в ограждении на территорию соседнего блока и вступили в противоборство с охранниками с целью захвата оружия и заложников, но были остановлены после того, как сотрудники охраны применили резиновые пули для разгона заключенных и восстановления порядка. Руководство тюрьмы впоследствии заявило, что это был самый серьезный инцидент за последние 29 лет в истории существования тюрьмы Сан-Квентин.
Так как Тайкуан Кокс был признан одним из самых опасных заключенных в камере смертников, в мае 2012 года окружной прокурор округа Лос-Анджелес Стив Кули подал в Верховный Суд Лос-Анджелеса ходатайство о назначении даты казни Кокса и 52-летнего Митчелла Симса, однако в связи c предстоящими выборами президента США в ноябре 2012 года, на которых жителям штата Калифорния было предложено поставить вопрос о отмене смертной казни на голосование, в сентябре того же года предложение Стива Кули было отклонено
Ряд общественных организаций, в том числе Кермит Александер в разные годы также неоднократно взывали к судам различной инстанции с требованием исполнения смертного приговора Тайкуана Кокса. В 2015 году Кермит Александер подал иск к администрации штата Калифорния обвинив штат в воспрепятствовании осуществления правосудия, так как за 29 лет штат не выполнил своих обязательств надлежащим образом исполнить смертный приговор Коксу, но его исковые заявления были отклонены.
Пытаясь избежать смертной казни Тайкуан Кокс в разные годы подал несколько апелляций на отмену смертного приговора и назначения нового судебного разбирательства, его адвокаты настаивали на снисхождении к своему подзащитному и назначения ему наказания в виде пожизненного лишения свободы без права на условно-досрочного освобождения ссылаясь на тяжелые условия жизни осужденных в камере смертников тюрьмы Сан-Квентин, а также на основании того, что Кокс был подвергнут издевательствам в детстве со стороны матери и прабабушки, что привело в итоге к психическим, эмоциональным и поведенческим проблемам, но апелляции были отклонены в 1991 и 2009 годах.
По состоянию на июнь 2020 года 54-летний Тайкуан Ондрэй Кокс продолжает находиться в тюрьме Сан-Квентин